# Martin du Bellay
Martin du Bellay (1495 – Glatigny, 1559) è stato un militare e storico francese, divenuto principe di Yvetot a seguito del matrimonio con Elisabeth Chenu detentrice del principato.

## Biografia
Terzo figlio di Louis du Bellay e di Marguerite de la Tour-Landry, fu, come i suoi fratelli, un abile negoziatore, militare e protettore delle lettere.
Storici francesi che unirono le doti della letteratura a quelle della guerra e della diplomazia, Guillaume du Bellay, signore di Langey, 1491 - 1543 e suo fratello Martin du Bellay (1495 - 1559) hanno lasciato memorie ancora molto vive. I due fratelli convinsero Francesco I ad attirare attorno a sé studiosi e uomini d'ingegno del suo tempo.
Di Martin du Bellay rimane Mémoires historiques, dal  1513 al 1547 in 10 libri, i cui volumi V, VI, e VII derivano dal volume V (Ogdoade) di Guillaume du Bellay, che descrive avvenimenti accaduti dal 1536 al 1540. Si tratta di memorie e descrizioni di battaglie e assedi alle quali partecipò l'autore. La loro pubblicazione fu dovuta a  René du Bellay, barone de la Lande, figlio di Guillaume du Bellay. L'ultima edizione è quella dell'abbé Lambert, Paris, 1753, 7 vol, in-12, con appunti del maresciallo Fleuranges, e contenuti del diario di Luisa di Savoia, tutto messo in nuovo stile, e accompagnato da note critiche, storiche, e fonti documentali, ad omaggio della storia del regno di Francesco I.

## Opere
- Les mémoires de messire Martin Du Bellay, seigneur de Langey. Contenans le discours de plusieurs choses advenues au Royaume de France, depuis l'an M.D.XIII. jusques au trespas du Roy François premier, auxquels l'Autheur a inséré trois livres, & quelques fragmens des Ogdoades de Messire Guillaume du Bellay, Seigneur de Langey, son frère. Paris, Abel l'Angelier, 1585.